# U-135

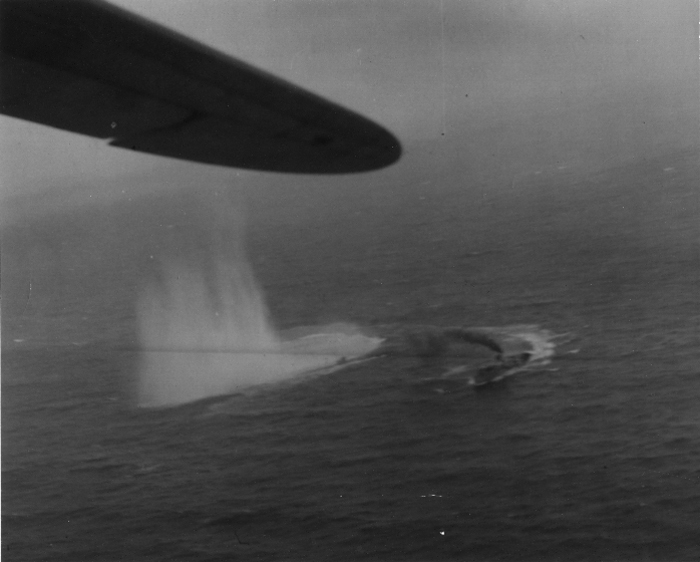
U-135 Bomben

Unterseeboot 135 foi um submarino alemão do Tipo VIIC, pertencente a Kriegsmarine que atuou durante a Segunda Guerra Mundial.

## Comandantes
| Comandante                          | Data                                     |
| ----------------------------------- | ---------------------------------------- |
| Kptlt. Friedrich-Hermann Praetorius | 16 de agosto de 1941 - novembro de 1942  |
| Oblt. Heinz Schütt                  | novembro de 1942 - 3 de junho de 1943    |
| Oblt. Otto Luther                   | 4 de junho de 1943 - 15 de julho de 1943 |

## Subordinação
Durante o seu tempo de serviço, esteve subordinado às seguintes flotilhas:
| Período                                      | Flotilha                                  |
| -------------------------------------------- | ----------------------------------------- |
| 16 de agosto de 1941 - 1 de dezembro de 1941 | 5. Unterseebootsflottille (treinamento)   |
| 1 de dezembro de 1941 - 15 de julho de 1943  | 7. Unterseebootsflottille (serviço ativo) |

## Operações conjuntas de ataque
O U-135 participou das seguinte operações de ataque combinado durante a sua carreira:
- Rudeltaktik Ziethen (6 de janeiro de 1942 - 20 de janeiro de 1942)
- Rudeltaktik Westwall (2 de março de 1942 - 12 de março de 1942)
- Rudeltaktik York (12 de março de 1942 - 25 de março de 1942)
- Rudeltaktik Pfadfinder (21 de maio de 1942 - 27 de maio de 1942)
- Rudeltaktik Lohs (17 de agosto de 1942 - 20 de setembro de 1942)
- Rudeltaktik Panzer (23 de novembro de 1942 - 11 de dezembro de 1942)
- Rudeltaktik Raufbold (11 de dezembro de 1942 - 19 de dezembro de 1942)
- Rudeltaktik Pfeil (3 de fevereiro de 1943 - 8 de fevereiro de 1943)
- Rudeltaktik Neptun (18 de fevereiro de 1943 - 28 de fevereiro de 1943)
- Rudeltaktik Trutz 2 (22 de junho de 1943 - 29 de junho de 1943)